# Ty, co w Ostrej świecisz Bramie
Ty, co w ostrej świecisz bramie... – polski film fabularny z 1937 roku.
Film przedstawia elementy wileńskiego folkloru miejskiego oraz propaguje postawę patriotyczną.
Plenery: Wilno.

## Fabuła
Inż. Ryszard Malewicz, wileński młody wynalazca, jest obserwowany i osaczany przez członków tajemniczego konsorcjum. Inżynier został bez pracy, otuchy dodają mu matka i narzeczona Maria. Od miesięcy czeka na odpowiedź z ministerstwa, do którego wysłał plany swojego wynalazku, materiału wybuchowego o niezwykłej mocy. Szczęście się do niego uśmiecha, ministerstwo zainteresowało się jego wynalazkiem. Los jednak chce, że pociąg, którym jedzie do Warszawy, ulega katastrofie, a on sam zostaje porwany przez ludzi konsorcjum, któremu wcześniej odmówił sprzedaży swojego wynalazku. Ryszard nie poddaje się i bohatersko znosi najokropniejsze próby, jakim jest poddawany. Jednak ani groźby, ani też urok pięknej i złej Irmy, nie są w stanie go złamać. Maria modli się w jego intencji do Matki Boskiej Ostrobramskiej, nie tracąc nadziei, że on wróci. Tymczasem odtrącona Irena wpada na szatański pomysł sprowadzenia się do willi Marii. Zastaje ją pogrążoną w modłach. I wówczas w duszy grzesznej kobiety następuje przełom. Irma decyduje się ratować Ryszarda i zwrócić go matce i narzeczonej.

## Obsada
- Mieczysław Cybulski – Ryszard Malewicz
- Maria Bogda – Maria, narzeczona Ryszarda
- Tekla Trapszo – matka Ryszarda
- Feliks Szczepański – Stefan, przyjaciel Ryszarda
- Lena Żelichowska – Irma, członkini szajki
- Kazimierz Junosza-Stępowski – baron, szef szajki
- Artur Socha – „inżynier”, członek szajki
- Stanisław Sielański – Kwiatek, służący barona i członek szajki
- Nina Świerczewska – Julisia, służąca Malewiczów
- Jan Kurnakowicz – Józiuk
- Helena Buczyńska – Petronela, gospodyni Malewiczów
- Wanda Jarszewska – pasażerka w pociągu
- Aldona Jasińska – przekupka
- Wanda Bartówna
- Jadwiga Bukojemska
- Stanisław Grolicki
- Józef Maliszewski – ksiądz
- Irena Skwierczyńska
- Helena Zarembina – śpiewająca kobieta